# ۱۰ دقیقه مانده به نیمه‌شب
۱۰ دقیقه مانده به نیمه‌شب (به انگلیسی: 10 to Midnight) یک فیلم سینمایی آمریکایی در ژانر ترسناک - جنایی محصول سال ۱۹۸۳ میلادی به کارگردانی جی. لی تامپسون است. بازیگران اصلی این فیلم چارلز برانسون، لیسا ایلبچر، اندرو استیونز، ژن دیویس، جفری لوئیس و ویلفورد بریملی می‌باشند.
این فیلم زیرمجموعه کمپانی شرکت گروه کانن است و در تاریخ در ۱۱ مارس ۱۹۸۳ در سینماهای آمریکا منتشر شد.
در این فیلم هم خشونت شدید و هم «برهنگی اجباری» را نشان می‌دهد.

## داستان
وارن استیسی، تعمیرکار جوان دستگاه‌های اداری، زنانی را که به خواسته‌های جنسی او پاسخ رد می‌دهند، به قتل می‌رساند. تلاش‌های او برای اظهار علاقه، همواره نزد زنان رفتاری ترسناک و تهدیدآمیز تلقی می‌شود و در نتیجه، مدام با طرد شدن مواجه است. شبی، استیسی به تماشای فیلم بوچ کسیدی و ساندنس کید در سینما می‌رود و به عمد زنانی را که کنار او نشسته‌اند آزار می‌دهد تا چهره‌اش در ذهن‌شان بماند. در میانهٔ نمایش فیلم، به دستشویی سالن می‌رود، لباس‌هایش را درمی‌آورد، دستکش می‌پوشد و از پنجره بیرون می‌زند. او به‌دنبال بتی، یکی از همکارانش که او را رد کرده بود، به منطقه‌ای جنگلی می‌رود و مخفیانه شاهد رابطهٔ جنسی او با دوست‌پسرش در عقب یک ون می‌شود. استیسی به آن‌ها حمله کرده، دوست‌پسر را می‌کشد و بتی را تا داخل جنگل تعقیب می‌کند و سرانجام با ضربات چاقو به قتل می‌رساند. سپس به سینما بازمی‌گردد و همراه دیگر تماشاگران از سالن خارج می‌شود تا برای خود هم‌زمانیِ بی‌گناهی ایجاد کند.
کارآگاه لئو کسلر و همکار جوانش، پل مک‌آن، مأمور بررسی پروندهٔ قتل‌ها هستند. کسلر افسر باتجربه‌ای است، در حالی‌که مک‌آن به‌مراتب جوان‌تر و کم‌تجربه‌تر است. در این میان، لوری کسلر، دختر لئو و دانشجوی پرستاری، در تلاش است رابطه‌اش را با پدرش ترمیم کند.
استیسی در مراسم خاک‌سپاری بتی شرکت می‌کند و از زبان پدر او که دوست قدیمی کسلر است، می‌شنود که بتی خاطراتی از روابطش با مردان در دفترچه‌ای یادداشت می‌کرده است. بیمناک از اینکه شاید نامش در آن یادداشت‌ها آمده باشد، به آپارتمان بتی می‌رود و اتاق او را جست‌وجو می‌کند. اما در همین حین، کارن اسمالی، هم‌خانه و همکار بتی، از مراسم خاک‌سپاری بازمی‌گردد. استیسی او را در آشپزخانه با ضربات چاقو می‌کشد و دوباره به‌دنبال دفترچه می‌گردد، اما درمی‌یابد که آن را پیدا نمی‌کند؛ چون کسلر قبلاً آن را هنگام بازجویی از کارن گرفته بود.
در نهایت، استیسی به‌طور رسمی بازداشت و متهم می‌شود. کسلر تصمیم می‌گیرد با جعل مدرک، او را برای همیشه به زندان بیندازد. مک‌آن پس از آگاهی از این اقدام، او را به چالش می‌کشد و به‌دلیل اینکه خود به‌عنوان شاهد در دادگاه احضار شده، از همراهی با این اقدام خودداری می‌کند تا مرتکب شهادت دروغ نشود. در نهایت، کسلر در دادگاه اعتراف می‌کند که مدرک‌سازی کرده، به همین دلیل پروندهٔ استیسی مختومه اعلام می‌شود و کسلر از نیروی پلیس اخراج می‌گردد.
اکنون که استیسی آزاد شده، تلفنی کسلر را دست می‌اندازد، اما کسلر نیز به تلافی، خانهٔ او را به‌هم می‌ریزد، خودش با او تماس می‌گیرد و باعث اخراج او از محل کارش می‌شود. آن شب، کسلر او را در خیابان‌های لس‌آنجلس تعقیب می‌کند و می‌بیند که استیسی با یک روسپی سوار می‌شود و به هتلی کثیف می‌رود. اما وقتی وارد هتل می‌شود، روسپی را بی‌هوش می‌یابد و استیسی را غایب. او درمی‌یابد که هدف بعدی استیسی دخترش لوری است. با شتاب با خوابگاه پرستاری لوری تماس می‌گیرد تا او و هم‌اتاقی‌هایش را آگاه کند، اما دیر شده‌است؛ استیسی وارد خوابگاه می‌شود و هر سه هم‌اتاقی لوری را به‌طرزی وحشیانه به قتل می‌رساند، در حالی‌که لوری از او پنهان شده‌است.
همزمان که لئو مکان استیسی را به مک‌آن اطلاع می‌دهد و هر دو به‌سوی خوابگاه می‌شتابند، لوری موفق می‌شود با سوزاندن استیسی به وسیلهٔ اتوی فر داغ، زخمی‌اش کند و بگریزد. استیسی که کاملاً برهنه است، او را در خیابان دنبال می‌کند، اما مک‌آن و لئو به‌موقع می‌رسند و جان لوری را نجات می‌دهند. استیسی شروع به عربده‌کشی می‌کند و می‌گوید که دیوانه است و به‌همین دلیل بعد از مدتی دوباره آزاد خواهد شد. هنگامی که پلیس از راه می‌رسد و او را دستبند می‌زند، استیسی به لئو هشدار می‌دهد که «تمام این لعنتی‌ها دوباره از من خواهند شنید!» و لئو با سردی پاسخ می‌دهد: «نه، نخواهند شنید»، و با شلیک گلوله‌ای به سر، او را می‌کشد.